# 2馬力選舉
2馬力選舉（にばりきせんきょ）是日本公職選舉中採用的一種策略，即為了讓特定候選人當選而參加選舉，雖成為候選人但無意勝選，如同讓支持的特定候選人擁有雙倍馬力。

## 定義
這種現象指的是競選活動中，候選人「並不以自己贏得選舉為目標，而是透過在同一次選舉中為另一位候選人拉票使其勝選」。

## 事例
在2024年兵庫縣知事選舉中，NHK黨的立花孝志為了支持候選人齋藤元彥而登記成為候選人。這種選舉方式被認為破壞了選舉的公正性。

## 關連項目
- 選舉
- 公職選舉法

## 脚注
1. ↑  日本放送協会. . NHKニュース. 2025-02-14  [2025-04-21]. （原始内容存档于2025-03-13）.
2. ↑  . 朝日新聞. 2025-02-17  [2025-04-21]. （原始内容存档于2025-02-22） （日语）.
3. ↑  . say-g.com. 2025-02-25  [2025-04-21]. （原始内容存档于2025-03-25） （日语）.
4. ↑  . khb.   [2025-04-21]. （原始内容存档于2025-02-17） （日语）.
5. ↑  . 朝日新聞. 2025-02-05  [2025-04-21] （日语）.
6. ↑  . 東京新聞デジタル.   [2025-04-21] （日语）.
7. ↑  . 西日本新聞me.   [2025-04-30]. （原始内容存档于2025-05-20）.
8. ↑  . 読売新聞オンライン.   [2025-04-30].